# Теммельс
Теммельс (нім. Temmels) — громада в Німеччині, розташована в землі Рейнланд-Пфальц. Входить до складу району Трір-Саарбург. Складова частина об'єднання громад Конц.
Площа — 6,62 км2. Населення становить 810 ос. (станом на 31 грудня 2020).